# Bozüyük
Bozüyük 
este un oraș din Turcia.